# Рабдофіс
Рабдофіс або Довгозубий вуж (Rhabdophis) — рід змій з підродини вужевих родини полозових (Colubridae). Описано 34 види. Умовно отруйні змії (реальної небезпеки для людини, як правило, не становлять). 

## Таксономія
Розрізняють 34 види рабдофісів.

## Опис
Загальна довжина досягає 150 см. Голова велика, відмежована від тулуба шийним перехопленням. Зіниця ока кругла. Верхньощелепна кістка має 18-26 дрібних зубів, а також 2 загнутих назад великих зуба, відокремлених від інших дрібніших зубів беззубим проміжком. Зуби на нижньощелепній кістці рівного розміру. Тулуб циліндричний, хвіст середньої довжини. Луска кілевата, утворює 17-21 рядків навколо тіла. Під шкірою спини в області позаду голови можуть розташовуватися спеціалізовані, нухо-дорзальние залози. Міжносові щитки мають трапецієподібну форму. Підхвостові щитки розташовані у 2 рядки. Черевних щитків 140—178, підхвостових — 43-122 пари.
Забарвлення дуже різноманітне — від зеленого до темно-бурого, по тілу проходять червоні, жовті, блакитні та чорні плями, які утворюють різні візерунки.

## Спосіб життя
Полюбляють береги водойм, вологих лісових ділянок й боліт. Активі вдень. Харчуються амфібіями та рибою. У разі небезпеки здатні роздувати шию в латеральної площині, імітуючи таким чином, поведінку кобри. Деякі мають отруту, здатні завдати значної шкоди й людині.
Це яйцекладні змії.

## Розповсюдження
Рабдофіси мешкають у східній та південно-східної Азії, від південної частини Далекого Сходу (Росія) й Японії на південь до Індо-Австралійського архіпелагу включно і на захід до Шрі-Ланки.

## Види
- Rhabdophis adleri Zhao, 1997
- Rhabdophis akrios Doria et al., 2013
- Rhabdophis angeli (Bourret, 1934)
- Rhabdophis auriculatus (Günther, 1858)
- Rhabdophis barbouri (Taylor, 1922)[1]

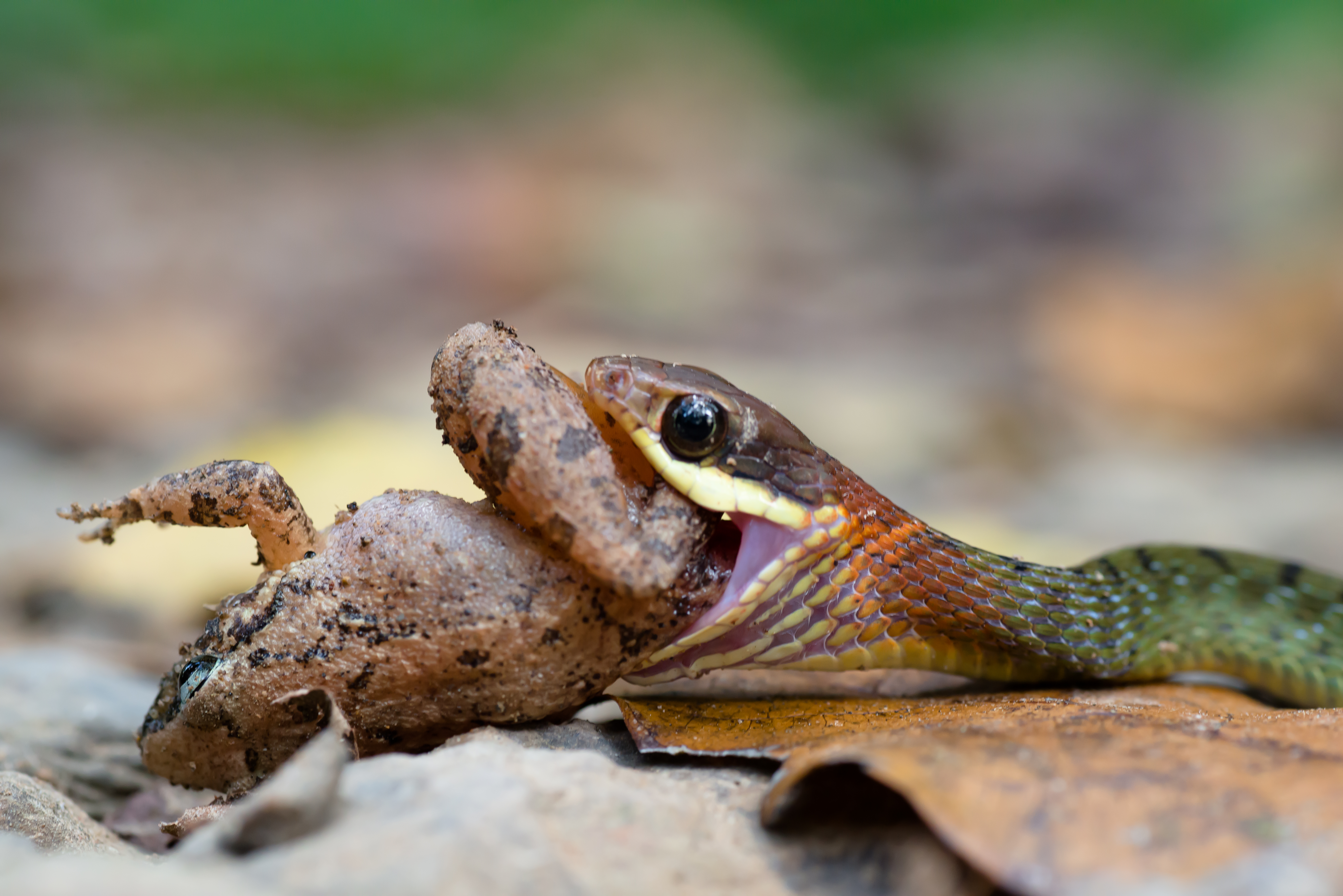
Рабдофіс південний

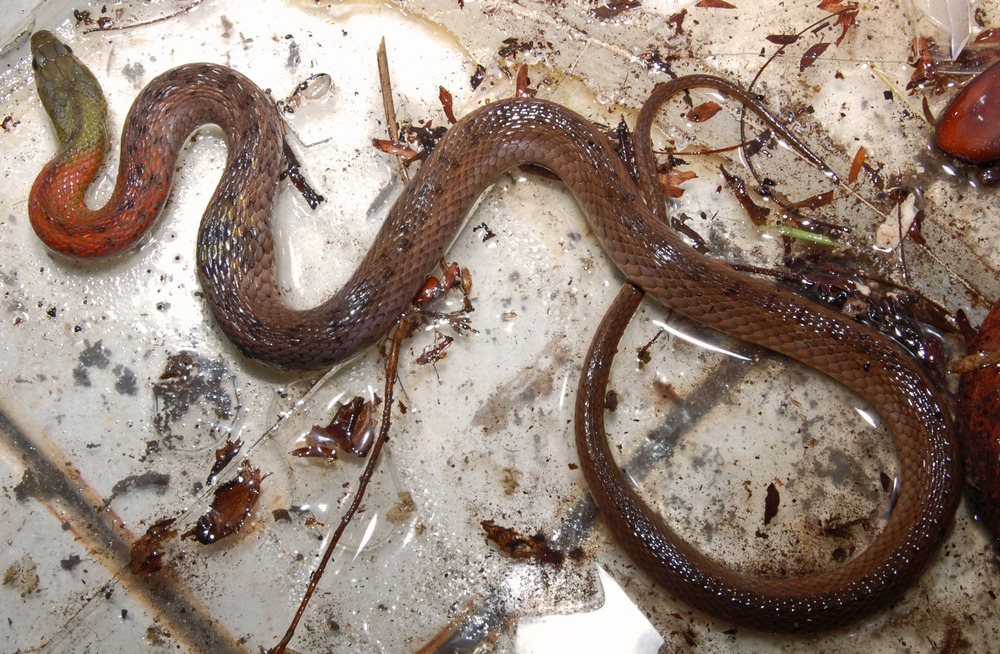
Рабдофіс в'єтнамський

- Rhabdophis bindi Das, Smith, Sidik, Sarker, Boruah, Patel, Murthy, & Deepak, 2021
- Rhabdophis callichroma (Bourret, 1934)
- Rhabdophis callistus (Günther, 1873)
- Rhabdophis ceylonensis (Günther, 1858)
- Rhabdophis chiwen Chen, Ding, Chen, & Piao, 2020
- Rhabdophis chrysargoides (Günther, 1858)
- Rhabdophis chrysargos (Schlegel, 1837)
- Rhabdophis conspicillatus (Günther, 1872)
- Rhabdophis flaviceps (Duméril, Bibron & Duméril, 1854)
- Rhabdophis guangdongensis Zhu et al., 2014
- Rhabdophis helleri Schmidt, 1925
- Rhabdophis himalayanus (Günther, 1864)
- Rhabdophis hmongorum Kane, Tapley, La & Nguyen, 2023
- Rhabdophis leonardi (Wall, 1923)
- Rhabdophis lineatus (W. Peters, 1861)
- Rhabdophis murudensis (M.A. Smith, 1925)
- Rhabdophis nigrocinctus (Blyth, 1856)
- Rhabdophis nuchalis (Boulenger, 1891)
- Rhabdophis pentasupralabialis Jiang & Zhao, 1983
- Rhabdophis plumbicolor (Cantor, 1839)
- Rhabdophis rhodomelas (Boie, 1827)
- Rhabdophis spilogaster (F. Boie, 1827)
- Rhabdophis subminiatus (Schlegel, 1837)
- Rhabdophis swinhonis (Günther, 1868)[1]
- Rhabdophis tigrinus (H. Boie, 1826)